# Gertrude Weaver
Gertrude Weaver, z domu Gaines (ur. 4 lipca lub w kwietniu 1898 w Arkansas, zm. 6 kwietnia 2015) – amerykańska superstulatka. W wieku ponad 116 lat Weaver była najstarszą żyjącą osobą w Stanach Zjednoczonych oraz najstarszą żyjącą, zweryfikowaną osobą na świecie, po śmierci Japonki Misao Ōkawy. Gertrude Weaver po śmierci Diny Manfredini została najstarszą żyjącą osobą w Stanach Zjednoczonych. Do 7 maja 2017 znajdowała się na liście 10 najstarszych ludzi w historii. Następnego dnia osunęła się na 11. miejsce, a 3 lutego 2018 roku na 12. miejsce.

## Życiorys
Gertrude Weaver urodziła się jako córka Charlesa Gainesa (ur. maj 1861) i Ophelii Jeffreys (ur. grudzień 1866). Ślub wzięła w 1915 roku i miała czwórkę dzieci. W czasie jej 116. urodzin tylko jeden syn Joe wciąż żył (miał 93 lata).
W wieku 104 lat doznała złamania biodra, jednak rehabilitacja okazała się skuteczna. W wieku 109 lat zamieszkała w domu opieki Silver Oaks Health and Rehabilitation w Camden w stanie Arkansas.
W wieku 115 lat Gertrude Weaver wciąż aktywnie uczestniczyła w życiu społecznym mieszkańców domu opieki w Camden. Nigdy nie cierpiała na żadne przewlekłe choroby typowe dla osób w podeszłym wieku, śpi dobrze, nigdy nie piła i nie paliła.
Gertrude Weaver wyznała Associated Press, że zawdzięcza swoją długowieczność trzem czynnikom: „Wierze w Boga, ciężkiej pracy i miłości wobec najbliższych i ludzi ogółem”.
Podczas 116. urodzin Gertrude Weaver, Gerontology Research Group (GRG) ogłosiło, że jej wiek został zweryfikowany, nazywając Gertrude Weaver najstarszą żyjącą Amerykanką i wręczyło jej honorową tablicę tytułującą ją najstarszą Amerykanką. GRG oraz Księga rekordów Guinnessa uznały, że Gertrude Weaver jest starsza wiekiem niż Jeralean Talley, którą uprzednio uważano za najstarszą w Stanach Zjednoczonych. Gertrude Weaver otrzymała również list od prezydenta Baracka Obamy oraz od burmistrza Camden, który ogłosił dzień jej urodzin „Dniem Gertrude”.
1 kwietnia 2015 roku została ogłoszona najstarszym żyjącym człowiekiem na świecie. Kobieta zmarła 5 dni później w domu opieki w Camden w stanie Arkansas, pozostawiając tytuł najstarszego żyjącego człowieka na świecie 10 miesięcy młodszej Jeralean Talley.